# 結城汰郎
結城 汰郎（ゆうき たろう、8月9日 - ）は、日本のミュージシャン、アイドル。2016年8月までは葉加瀬 しお太（はかせ しお太）の芸名で活動していた。
以前はMUSIC EMAに所属していた。
アイドルユニット『金欠中学チャリ通Boys』の元メンバー（2017年に解散）
東京都足立区出身。血液型はA型。愛称は、たろ様。
ファン→赤ずきんちゃん

## 来歴
姉と弟の3人兄弟として東京都足立区で育つ。。
ユニット時代には「不良キャラ」だった為、「足立区出身の元ヤンキー」という事を今でもよくライブのMC等でネタにしている。
2016年8月より名前を「結城汰郎」に変更。2017年8月には正式に金欠中学チャリ通Boysの解散を発表（解散ライブはしていない）。
現在は、東京都内を中心にソロアイドルシンガーとして活動している。

## 人物
趣味は料理。
長所は「怒らないところ」、短所は「めんどくさがり」である。
犬を2匹飼っており、自身のブログやツイッターにも登場している（正確には犬は所属事務所のタレント全員で世話をしているが、結城汰郎宅で飼っている）。
好きな食べ物はラーメンと焼鳥。
酒好き。

## ディスコグラフィ

### ソロ作品
- ナツログ - 2013年8月17日 発売 (作詞：葉加瀬しお太、作曲：キャンディーテール、編曲：土谷知幸)
- NAKED KISS- 2014年8月18日 発売 (作詞：葉加瀬しお太、作曲：キャンディーテール、編曲：高橋浩平)
- 紅乃孤狼(ウルフ) - 2015年12月27日 発売 (作詞：葉加瀬しお太、作曲：キャンディーテール、編曲：土谷知幸)